# 제14회 광화문국제단편영화제
제14회 광화문국제단편영화제는 2016년 11월 3일에 열린 시상식이다.

## 수상 및 후보

### 국제경쟁 대상
- 세이드 - 엘누라 오스모나리에바 수상

### 국제경쟁 심사위원 특별상
- 타임코드 - 주안조 지멘네즈 페나 수상

### 국제경쟁 아시프 락(樂)상
- 시행착오 - 안첸 헤인 수상

### 국내경쟁 대상
- 플라이 투 더 스카이 - 이옥섭 외 1명 수상

### 국내경쟁 심사위원 특별상
- 몸 값 - 이충현 수상

### 아시프 관객심사단상
- 더 사운드 오브 콘크리트 - 이스타반 코박스 수상

### 단편의 얼굴상
- 몸 값 - 이주영 수상

### 아시프 펀드상
- 코코코 눈! - 문지원 수상

### 국제경쟁부문
- 촬영 중 소음 금지 - 페터 S. 홈슨
- 루나 다이얼 - 가오위안
- 커튼 단 - 프란체스카 삼바타로
- 내부의 적 - 셀림 아자지
- 에어 - 카미 가르시아
- 메이의 겨울 - 하야카와 치에
- 장거리 주자 - 주니엘 킴
- 시녀들:라스 메니나스 - 다니엘 베레
- 경계선들 - 하나 노바코바
- 르 뿔뒤의 곰들 - 마리옹 트뤼쇼
- 타임코드 - 후안호 히메네즈
- 오래된 상처 - 아론 루커스
- 악의는 없습니다 - 크리스 보르그
- 제네바 협정 - 베누아 마르탱
- 당신의 안전을 위해 - 플로리안 하인첸-지옵
- 오발탄 - 김호
- 굴복 - 카디야 벤-프라디
- 가라앉은 수녀원 - 미카엘 판두로
- 루트 B96 - 지몬 오스터만
- 필립 - 나탈리 알바레즈 미에센
- 그녀의 정신이 머리 속에서 뛰쳐나간 밤 - 숀 클락 외 1명
- 배팅케이지 - 김성환
- 도시 입체구조 74:19 - 플로리앙 후조
- 시행착오 - 안첸 헤인
- 이글루 - 비타우타스 캇쿠스 외 1명
- 굿 뉴스 - 지오바니 푸무
- 동이 트기 전에 - 우카스 보로브스키
- 26명의 가상 친구들 - 데이빗 하멜
- 인간 동상 - 폴 카타뇨
- 세이드 - 엘누라 오스모나리에바
- 페드로 - 마르코 레오 외 1명
- 더 파인 라인 - 다나 리에르
- 강아지 - 루크 제이콥슨
- 옥수수가 만개하다 - 리동메이
- 티스 - 클로에 르쉬어
- 더 사운드 오브 콘크리트 - 이스타반 코박스
- 첩첩산중 - 이상현
- 나는 아직도 속으로 피를 흘린다 - 카를로스 세군도
- 체인지 인 더 웨더 - 뮈리스 크로울리
- 투 더 씨 - 우푹 챠부쉬
- 모닥불 피우기 - 에프엑스 고비
- 짊어져야 할 이름 - 에르베 데메흐
- 락버스터 - 조나단 엘버스
- 플라잉 - 존 M. 앙굴로
- 1 킬로그램 - 박영주

### 국내경쟁부문
- 수요기도회 - 김인선
- 못, 함께하는 - 이나연
- HAIRCUT - 정서원
- 플라이 투 더 스카이 - 구교환 외 1명
- 새는 알을 깨고 나온다 - 조창근
- 가정식 - 구세미
- 히치하이커 - 윤재호
- 빈 방 - 정다희
- 강릉여인숙 - 이재임
- 몸 값 - 이충현
- 37m/s - 임혜영

### 특별프로그램
- 내일도 미래라면 - 장진 외 1명
- 더 레슬러 - 폴 버호벤
- 수업 - 나반
- 어 러닝 점프 - 마이크 리
- 더스트 - 벤 오크렌트 외 1명
- 영화 폭력, 1부 - 조지 밀러
- 여름 방학 - 션 크룩
- 크로스보 - 데이비드 미쇼
- 삶의 문제 - 제니퍼 페롯
- 뱅거스 - 앤드류 업톤
- 우디 - 스튜어트 보웬
- 워터본 - 라이언 리안 쿠난
- 보트 예스 - 닉 워터맨
- 새총 - 데이비드 한센
- 세팅 뎀 스트레이트 - 칼렙 맥케나
- 원 파인 데이 - 켈리 크로스
- 더 아이맘 - 애리얼 마틴
- 납작한 아빠 - 매트 홀컴
- 캐러밴 - 케이란 왓슨-보니스
- 부두 인 마이 블러드 - 린갠 레드위지
- 업사이드 다운 앤 인사이드 아웃 - 트리시 시에 외 1명
- 스페이스 카우보이 - 레나르트 브레데
- 로빈 윌리엄스 - 바니아 하이만
- 원 론 서바이버 - 라도 크바타냐
- 미유퍼디 - 시리악
- 더 러브 위딘 - 이바나 보빅
- 플로 - 타카콤
- 피드 유어 헤드 - 비요른 뤼만
- 드리프트 - 당 드 뀌르
- 클라우드 라이더 - 비요른 뤼만
- 체인지 이즈 에브리딩 - 나단 존슨
- 버팔로 - 울프 헤일리
- 올 데이 - 안드레아스 호프슈테터
- 도쿄 코스모 - 미야우치 타카히로
- 소시오패스 - 아사이 타케시
- 맛차!!! - 사이토 유키
- 조선-한국 - 료 익-통
- 사랑의 최면술 - 이노우에 히로키
- 하나 - 오카모토 유사쿠

### 사전제작지원작
- 겨울나무 - 김신정